# Центр научно-технического творчества молодёжи
Центры научно-технического творчества молодёжи (НТТМ) — тип коммерческих предприятий, работавших в СССР в годы Перестройки.

## История
Центры НТТМ были созданы в соответствии с постановлением Совета Министров СССР, ВЦСПС и ЦК ВЛКСМ № 321 от 13 марта 1987 года «Об образовании единой общегосударственной системы научно-технического творчества молодёжи». Центры создавались при райкомах комсомола. К началу 1990-х годов в СССР насчитывалось уже более 600 центров НТТМ. Согласно уставу средства НТТМ могли вкладываться только в производство.
Как и многие другие экономические структуры, появившиеся в годы перестройки, центры быстро отошли от первоначальной ориентации, занявшись различными формами коммерческой деятельности. Чаще всего это была банальная перепродажа сырья, закупленного по госцене.
Центры НТТМ пользовались большими льготами. Они не платили никаких налогов, но отчисляли 3 % дохода в общесоюзный фонд НТТМ и 27 % — в местные фонды, которыми распоряжались координационные советы НТТМ.

При этом государство не получало вообще ничего: средства фондов направлялись на «развитие научно-технического творчества и социальные цели» (общий оборот фондов в 1989 году составил 1,5 млрд рублей). Получив право обналичивать деньги, центры НТТМ стали одновременно и колыбелью российской «бизнес-элиты», и локомотивами инфляции.
Общее руководство центрами осуществлял ЦК комсомола (секретарь ЦК ВЛКСМ Иосиф Орджоникидзе), а председателем попечительского совета объединения этих центров был вице-президент АН СССР Н. П. Лавёров. Однако реальной координации центрам НТТМ не хватало. Поэтому значительная часть центров вошли в созданную в декабре 1988 г.  Всесоюзную ассоциацию научно-технических, кооперативных и хозрасчетных организаций и предприятий (ВАНТКХОП ), которая на втором съезде в январе 1990 г. значительно увеличила число ЦНТТМ в своих рядах и наметила задачи по инновационному предпринимательству .
И только 12 марта 1990 года на учредительной конференции в гостинице «Орлёнок» был образован «Союз центров научно-технического творчества молодёжи (НТТМ), малых венчурных и новаторских фирм СССР». Президентом Союза был избран И. Орджоникидзе, а первым вице-президентом — Ю. Авксентьев (директор центра НТТМ «Ускорение»). Таким образом, НТТМ стал прототипом создаваемой с 1992 года национальной инновационной системы Российской Федерации, идею которой продвигал Г. Явлинский
Идеологические рамки молодёжного изобретательского предпринимательства, появившегося как эксперимент социальной перестройки в СССР, в конце 1980-х годов определялись на специализированных научно-практических конференциях, затем утверждались комсомольскими конференциями (региона, страны) и съездами ВЛКСМ / РСМ 1989—1990 годов. Первыми в кооперативной перестройке страны стали центры научно-технического творчества молодёжи (НТТМ), которые с 1987 года стали интегрироваться в систему социального эксперимента молодёжных жилых комплексов (МЖК) — прообраза современных кондоминиумов и товариществ собственников жилья. В 1980-х годах эта форма территориального местного самоуправления назвалась как советы микрорайисполкомов, где НТТМ стал одним из способов самофинансирования социально-коммунальных проектов МЖК. Само явление молодёжного предпринимательства (пусть и наукоёмкого, научно-технического, новаторского) стало свидетельством краха коммунистической идеологии в стране, краха идеологии марксизма.

## Первые предприниматели СССР
Частное предпринимательство в России берёт своё начало с 1980-х годов. В стране произошли большие изменения в политической и социально-экономической сферах. Появилась возможность на легальной основе заниматься предпринимательством.
Точкой отсчёта развития предпринимательства можно считать разрешение на так называемую «неформальную технологию работы предприятий». Речь идёт о создании центров научно-технического творчества молодёжи (НТТМ), инициатором которых был ЦК ВЛКСМ.
Днём рождения центров НТТМ, во многих источниках по развитию предпринимательства (например, в книге Ольги Крыштановской «Анатомия российской элиты»), указывается 25 июля 1986 года.
В этот день ЦК КПСС принял положение о структуре и руководящих органах НТТМ. Центры НТТМ были созданы в соответствии с постановлением Совета Министров СССР, ВЦСПС и ЦК ВЛКСМ № 321 от 13 марта 1987 года «Об образовании единой общегосударственной системы научно-технического творчества молодёжи».
Данное постановление вышло на год раньше, чем закон «О кооперации в СССР» № 8998-XI от 26 мая 1988 года. Это юридический документ, который вышел перед законом «О кооперации в СССР» является определяющим в вопросе, кто был первым.
Система НТТМ, и сами «НТТМ-щики» опережали кооперативы на год. При этом, они же были первыми, кто открыли свои собственные кооперативы. Москва была первым городом, где стали открываться центры НТТМ.
Первым был городской центр НТТМ «Внедрение». Его руководитель — Александр Чесноков. Центр работал при Московском городском комитете комсомола. Годом позже, ЦК ВЛКСМ утвердил уставы и директоров ещё 11 центров НТТМ, созданных РК ВЛКСМ города Москвы —
Левченко Александр (НТТМ «Инженер»), Павленко Александр (НТТМ «Технология»), Милёшин Олег (НТТМ «Преображенка»), Писакин Михаил (НТТМ «Контакт»), Серёгин Сергей (НТТМ «Прогресс»),
Ходорковский Михаил (НТТМ «Group MENATEPМенатеп»). На сегодняшний день из этого списка на рынке остались только две компании — «Инженер» Александра Левченко и «Технология» Александра Павленко.
Так же известны центры НТТМ Кировского района Сергея Доронова, Москворецкого района Сергея Захватошина и центр НТТМ «Эврика» Анатолия Кузнецова.
Во многих источниках центры НТТМ ещё называют комсомольской экономикой. Однако это не совсем верно, так как руководить центрами назначали не только комсомольцев. К примеру, Александр Левченко, Владимир Преображенский (НТТМ «Рост»). 
Всего в Советском Союзе было открыто более 600 центров НТТМ. Они могли бы образовать окно в новаторскую действительность. Но этого не произошло. 26 мая 1988 года Верховный Совет одобрил закон N 8998-XI «О кооперации в СССР», стали официально образовываться кооперативы. 
В дальнейшем система стала вырождаться в кооперативы, и уже к 1992 году НТТМ фактически перестала существовать.